# Argentina nos Jogos Olímpicos de Verão de 2016
Argentina, representada pelo Comité Olímpico Argentino, competiu nos Jogos Olímpicos de Verão de 2016 no Rio de Janeiro entre os dias 5 e 21 de agosto de 2016. Esta foi a vigésima cuarta vez que a Argentina participou dos Jogos Olímpicos da Era Moderna.

## Medalhistas
| Medalha | Nome                                      | Esporte              | Evento                 | Data         |
| ------- | ----------------------------------------- | -------------------- | ---------------------- | ------------ |
| Ouro    | Paula Pareto                              | Judô                 | Judô até 48kg feminino | 6 de agosto  |
| Ouro    | Santiago Lange Cecilia Carranza Saroli    | Vela                 | Nacra 17               | 16 de agosto |
| Ouro    | Seleção masculina de hóquei sobre a grama | Hóquei sobre a grama | Torneio masculino      | 18 de agosto |
| Prata   | Juan Martín del Potro                     | Tênis                | Simples masculino      | 14 de agosto |

## Judô
Misto
| Atleta           | Evento              | 64 avos de final   | 32 avos de final   | Oitavas de final      | Quartas de final           | Semifinais          | Repescagem         | Final / DB              | Final / DB      |
| Atleta           | Evento              | Oponente Resultado | Oponente Resultado | Oponente Resultado    | Oponente Resultado         | Oponente Resultado  | Oponente Resultado | Oponente Resultado      | Pos.            |
| ---------------- | ------------------- | ------------------ | ------------------ | --------------------- | -------------------------- | ------------------- | ------------------ | ----------------------- | --------------- |
| Emmanuel Lucenti | até 81 kg masculino | —                  | LIB Elias 0        |                       |                            |                     |                    |                         |                 |
| Paula Pareto     | até 48 kg feminino  | —                  | —                  | RUS Dolgova W 102-000 | HUN Csernoviczki W 010-000 | JPN Kondo W 010-000 | —                  | KOR Bo-kyeong W 010-000 | Medalha de ouro |

## Natação
| Atleta           | Prova        | Eliminatórias | Eliminatórias | Semifinal | Semifinal | Final       | Final       |
| Atleta           | Prova        | Tempo         | Pos.          | Tempo     | Pos.      | Tempo       | Pos.        |
| ---------------- | ------------ | ------------- | ------------- | --------- | --------- | ----------- | ----------- |
| Virginia Bardach | 400 m medley | 4:49,69       | 31º           | —         | —         | Não avançou | Não avançou |

| Atleta         | Prova       | Eliminatórias | Eliminatórias | Semifinal | Semifinal | Final       | Final       |
| Atleta         | Prova       | Tempo         | Pos.          | Tempo     | Pos.      | Tempo       | Pos.        |
| -------------- | ----------- | ------------- | ------------- | --------- | --------- | ----------- | ----------- |
| Martín Naidich | 400 m livre | 3:54,58       | 39º           | —         | —         | Não avançou | Não avançou |

Legenda
| Recorde mundial      | Recorde mundial (World record)               |                       | Recorde africano                      | Recorde africano (African) |                                           | Q | Classificado por posição (Qualified) |
| Recorde olímpico     | Recorde olímpico (Olympic record)            | Recorde da América    | Recorde da América (Americas)         | q                          | Classificado por melhor tempo (Qualified) |   |                                      |
| Melhor marca do ano  | Melhor marca do ano (World leading)          | Recorde asiático      | Recorde asiático (Asian)              | DNS                        | Não largou (Did not start)                |   |                                      |
| Recorde nacional     | Recorde nacional (National record)           | Recorde europeu       | Recorde europeu (European)            | DNF                        | Não terminou (Did not finish)             |   |                                      |
| Recorde pessoal      | Recorde pessoal do atleta (Personal best)    | Recorde da Oceania    | Recorde da Oceania (Oceania)          | DSQ / DQ                   | Desclassificado (Disqualified)            |   |                                      |
| Recorde da temporada | Recorde da temporada do atleta (Season best) | Recorde sul-americano | Recorde sul-americano (South America) | NM                         | Sem marca (No mark)                       |   |                                      |